# Signe Kolthoff
Gertrud Signe Elisabeth Kolthoff (även Kolthoff-Hultgren), född 17 mars 1881 i Uppsala, död 8 maj 1961 i Hedvig Eleonora församling i Stockholm, var en svensk skådespelare och sångerska. 

## Biografi
Efter musiklärarinneexamen vid Konservatoriet 1900 och sångstudier för Jeanette Jacobsson debuterade Kolthoff 1902 på Olympiateatern som Lotte i Primadonnan. Hon var 1903–1904 anställd vid Albert Ranft och gjorde där flera krävande operettpartier som Winnefred Grey i Rymmerskan och prins Orlofsky i Läderlappen. 1904 anställdes Kolthoff vid Brunnshusteatern i Helsingfors.  Hon övergick sedan till talscenen och var 1904–1915 anställd vid Svenska Teatern i Helsingfors och 1915–1933 vid Dramaten. Bland hennes roller märks Hermione i En vintersaga, Viola i Trettondagsafton, Portia i Köpmannen i Venedig, Dorine i Tartuffe, Mirandolina i Värdshusvärdinnan, Judit och Sigrid den fagra i Bröllopet på Ulfåsa, Madame Sans-Gêne, Liza i Pygmalion, samt Getrud och Raimonda i Mors rival. Senare har hon gästspelat vid olika Stockholmsscener, vid Riksteaterns turnéer samt i Oslo och Köpenhamn.
Hon filmdebuterade 1919 i Robert Dinesen Jefthas dotter men medverkade därefter sparsamt på film. Signe Kolthoff var från 1919 gift med direktör Herman Hultgren (1888–1964). De är begravda på Uppsala gamla kyrkogård.

## Filmografi
- 1919 – Jefthas dotter
- 1957 – Far till sol och vår
- 1958 – Jazzgossen

## Teater

### Roller (ej komplett)
| År   | Roll                                               | Produktion                                                               | Regi                    | Teater          |
| ---- | -------------------------------------------------- | ------------------------------------------------------------------------ | ----------------------- | --------------- |
| 1902 | Lotte                                              | Primadonnan Charles Weinberger, Bernhard Buchbinder och Josef Wattke     |                         | Olympiateatern  |
| 1903 | Hulda                                              | Droskkuskens dotter                                                      |                         | Olympiateatern  |
| 1903 | Clairette                                          | Clairette i dragonlägret Victor Roger, Hippolyte Raymond och Antony Mars |                         | Olympiateatern  |
| 1903 |                                                    | Stabstrumpetaren Frans Hedberg                                           |                         | Olympiateatern  |
| 1903 | Furst Orlofsky                                     | Läderlappen Johann Strauss den yngre, Karl Haffner och Richard Genée     |                         | Vasateatern     |
| 1904 | Ilka                                               | Krig och fred Lev Tolstoj                                                |                         | Svenska Teatern |
| 1904 | Isotta                                             | En veneziansk komedi Per Hallström                                       |                         | Svenska Teatern |
| 1905 | Regine Engstrand                                   | Gengångare Henrik Ibsen                                                  |                         | Svenska Teatern |
| 1919 | Mrs Cheveley                                       | En idealisk äkta man Oscar Wilde                                         | Karl Hedberg            | Dramaten        |
| 1920 | Anna                                               | Markis von Keith Frank Wedekind                                          | Karl Hedberg            | Dramaten        |
| 1921 | Turandot                                           | Turandot Carlo Gozzi                                                     | Olof Molander           | Dramaten        |
| 1921 | Mrs Husabye                                        | Villa Hjärtedöd George Bernard Shaw                                      | Karl Hedberg            | Dramaten        |
| 1922 | Emma                                               | Stulen lycka Giuseppe Giacosa                                            | Tore Svennberg          | Dramaten        |
| 1922 | Erna                                               | Erna Einar Fröberg                                                       | Gustaf Linden           | Dramaten        |
| 1922 | Franca                                             | Scampolo Dario Niccodemi                                                 | Gustaf Linden           | Dramaten        |
| 1926 | Markisinnan Matilda Spina                          | Henrik IV Luigi Pirandello                                               | Gustaf Linden           | Dramaten        |
| 1926 | Mirandolina                                        | Värdshusvärdinnan Carlo Goldoni                                          | Karl Hedberg            | Dramaten        |
| 1927 | Toinette                                           | Den inbillade sjuke Molière                                              | Olof Molander           | Dramaten        |
| 1928 | Drottning Marie-Aimée                              | Diktatorn Jules Romains                                                  | Per Lindberg            | Dramaten        |
| 1928 | Janet Cannot                                       | Ryktbarhet Arnold Bennett                                                | Gustaf Linden           | Dramaten        |
| 1929 | Eva                                                | Siegfried Jean Giraudoux                                                 | Olof Molander           | Dramaten        |
| 1929 | Svea Berner                                        | Ringen du gav mig Oscar Rydqvist                                         | Per Lindberg            | Dramaten        |
| 1931 | Lucie Campion                                      | Känslornas marknad Roger Ferdinand                                       | Gustaf Linden Ivar Kåge | Dramaten        |
| 1931 | Lysistrata, minister för de elektriska kraftverken | Karusellen George Bernard Shaw                                           | Gustaf Linden           | Dramaten        |
| 1933 | Skökan                                             | Mäster Olof August Strindberg                                            | Olof Molander           | Dramaten        |
| 1933 | Millicent Jordan                                   | Middag kl. 8 George S. Kaufman och Edna Ferber                           | Gösta Ekman             | Vasateatern     |
| 1934 | Gertrude                                           | Hamlet William Shakespeare                                               | Per Lindberg            | Vasateatern     |
| 1935 | Suzy                                               | Sådana tider Édouard Bourdet                                             | Per Lindberg            | Vasateatern     |

## Rollfoton

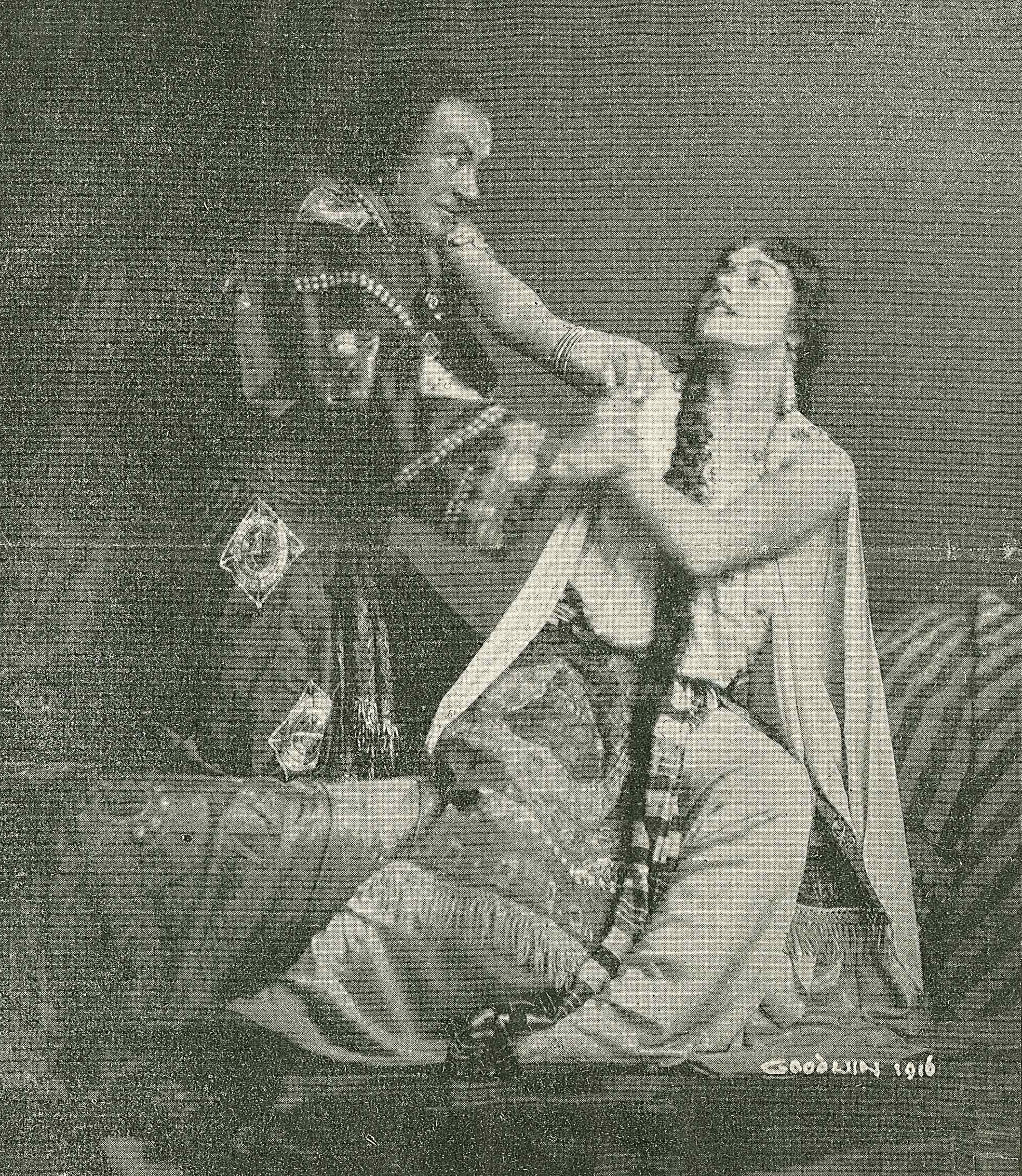
Kolthoff med  Ivan Hedqvist i pjäsen Judith på Dramaten 1916.
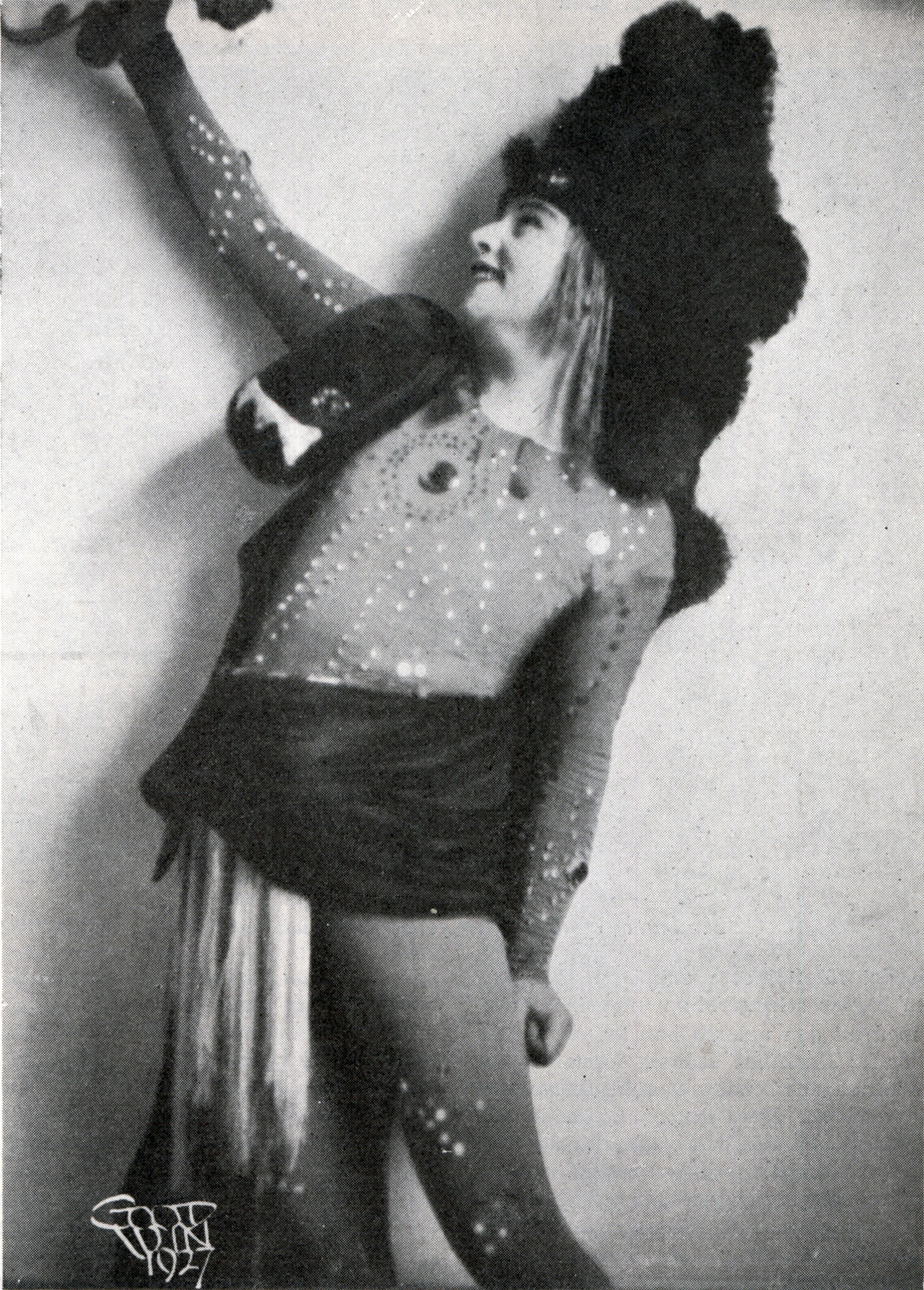
Som Oberon i En midsommarnattsdröm på Dramaten. Rollfoto i Scenen 1927.